# Souk-Oufella
Souk-Oufella (em árabe: سوق أوفلا) é uma comuna localizada na província de Bugia, no norte da Argélia. Segundo o censo de 2008, a população total da cidade era de 8 931 habitantes.